# Андреа розлучається
«Андреа розлучається» (нім. Andrea lässt sich scheiden) — австрійський драматичний фільм 2024 року режисера Йозефа Гадера з Бірґіт Мініхмайр у головній ролі.
Фільм був відібраний до секції «Панорама» 74-го Берлінського міжнародного кінофестивалю і був показаний 18 лютого 2024 року.

## Сюжет
Фільм розповідає історію сільської поліціянтки Андреа, яка хоче розлучитися і стати детективкою-інспекторкою у місті, але потрапляє в аварію після того, як її п'яний чоловік вибігає перед її машиною на день народження.

## Акторський склад
- Бірґіт Мініхмайр — Андреа
- Йозеф Гадер — Франц
- Томас Шуберт — Ґеорґ
- Роберт Стадлобер — Вальтер
- Томас Стіпсітс — Енді, чоловік Андреи
- Бранко Самаровський — батько Андреи
- Марлін Гозер — Ґерті
- Марґарет Тізель — матір Енді
- Норберт Фрідріх Праммер — Ґергард
- Міхаель Едлінґер — чоловік Ґерті
- Міхаель Пінк — Удо